# Paróquia Nossa Senhora das Dores (Brotas)
A Paróquia Nossa Senhora das Dores está localizada no centro da cidade paulista de Brotas.

## História
A Paróquia Nossa Senhora das Dores foi criada em 30 de outubro de 1843, sendo a segunda mais antiga paróquia da Diocese, desmembrada da Paróquia São Bento de Araraquara, abrangia vários municípios da região como Jaú, Dourado e Torrinha. A Igreja Matriz foi inaugurada em 28 de agosto de 1927.

## Párocos
- 1843 a 1848 - Pe. Joaquim Soares Ferreira
- 1848 a 1849 - Pe. Benedito Baptista Tavares
- 1849 a 1851 - Pe. Lourenço Pereira Silva
- 1851 a 1852 - Pe. Francisco de Paulo Camargo
- 1852 a 1858 - Pe. José Manuel da Conceição
- 1858 a 1860 - Pe. Joaquim Feliciano de Amorim
- 1860 a 1863 - Pe. José Manuel da Conceição
- 1863 a 1868 - Pe. Antonio José Gonçalves
- 1868 a 1888 - Pe. Antonio Esperanza
- 1888 a 1890 - Pe. José Braz Loureiro
- 1890 a 1891 - Pe. Bento Monteiro do Amaral
- 1891 a 1900 - Pe. Joaquim Soares de O. Alvim
- 1900 - Pe. Fidélis Urueta, CMF
- 1901 a 1903 - Pe. Joaquim Soares de O. Alvim
- 1903 a 1904 - Pe. Emílio Spiquel
- 1904 a 1906 - Pe. Vicente Ferreira dos Passos
- 1906 a 1914 - Pe. Domingos de Lemos, OSA
- 1915 a 1932 - Pe. Lourenço Macho Liébano, OSA
- 1932 a 1942 - Pe. Domingos Cidad, OSA
- 1943 a 1948 - Pe. Vito Fernandes
- 1948 a 1950 - Pe. Manoel Garcia Salagre, OSA
- 1950 a 1951 - Pe. Atilano Alvarez, OSA
- 1951 a 1959 - Pe. Teodoro Estalayo, OSA
- 1960 a 1963 - Pe. Juan Del Valle, OSA
- 1963 a 1964 - Pe. Fidel Valdés, OSA
- 1964 a 1976 - Pe. Barnabé Giron, OSA
- 1976 a 1978 - Pe. Miguel Revilla, OSA
- 1978 a 1986 - Pe. Jaime Sória, OSA
- 1986 a 1988 - Pe. Francisco Saez Sandi, OSA
- 1988 a 1990 - Pe. Jesus Cabalero Fernandes, OSA
- 1990 a 1996 - Pe. Júlio César Perroni
- 1996 a 2003 - Pe. Marcos Antonio Simões Pião
- 2004 a 2022 - Pe. Sandro de Souza Portela [1][2]
- 2022 -  atual - Pe. Rene José de Sousa

## Comunidades
- Matriz Nossa Senhora das Dores - Centro.
- Santa Cruz - Bairro Santa Cruz.
- São Benedito - Bela Vista.
- Santa Cecília - Bairro Santa Cecília.
- São João Batista - Bairro São João.
- Nossa Senhora das Brotas - Jardim Paraíso.
- São Judas Tadeu - Campos Elísios.
- São Pedro - Represa do Broa.
- Nossa Senhora Aparecida - Fazenda Santa Cruz da Serra.
- São Pedro - Fazenda São Pedro da Serra.
- Nossa Senhora Aparecida - Fazenda Lagoa.
- São Francisco e Santo Ignácio - Fazenda Santo Ignácio.
- Nossa Senhora Aparecida - Fazenda Sonho Meu.
- Nossa Senhora do Carmo - Haras Santo Ângelo.
- Nossa Senhora Aparecida - Fazenda Barreiro.
- São Sebastião - Fazenda Bom Jardim.
- São Luís - Fazenda São Luís.
- São José - Hotel Fazenda Areia que Canta.
- Nossa Senhora Aparecida - Fazenda Pierângeli.
- Santo Antônio - Fazenda Juquis.
- Sagrada Família - Fazenda Araras.